# Alessandro Errico
Alessandro Errico (Roma, 19 aprile 1974) è un musicista e cantautore italiano.

## Biografia
Dopo le prime apparizioni mediatiche nel talk show di Canale 5 Amici condotto da Maria De Filippi, avvia la carriera musicale nel 1995 firmando un contratto con l'etichetta discografica Sugar di Caterina Caselli.
Dopo aver esordito con il singolo Rose e fiori, ha partecipato al Festival di Sanremo 1996 con il brano Il grido del silenzio, conquistando il primo posto a nell'ambito della trasmissione Sanremo Top dopo essersi classificato undicesimo nella graduatoria finale. L'album da cui il brano era tratto, intitolato Il mondo dentro me, ha venduto circa 100 000 copie, ottenendo un disco d'oro.
Nel 1997 si ripresentò al Festival con il brano E penserò al tuo viso, tratto dal secondo disco, Esiste che. Dopo l'uscita di quest'album abbandonò temporaneamente le scene, interrompendo il contratto con la Sugar per sviluppare un percorso artistico ed esistenziale svincolato da ogni esigenza puramente commerciale.
Riapparve sul web nel 2005 sulla piattaforma MySpace come componente del gruppo musicale SoneTsenZ al fianco di Mauro Di Donato, Marcello Ravesi, Cristiano Urbani, Enrico Rossetti e Paolo Lucini, insieme ai quali ha prodotto diversi brani prodotti con Gianni Maroccolo e Riccardo Tesio con la partecipazione del poeta e intellettuale Edoardo Sanguineti. Il progetto discografico tuttavia non vide mai la luce.
Il 22 ottobre 2013 riprese l'attività come solista pubblicando un singolo intitolato Mai e poi mai, una "cronaca poetica" dal taglio cinematografico presentata come "canzone d'amore". Il successivo 4 novembre il brano fu eseguito per la prima volta presso il Teatro Arciliuto di Roma, dove l'artista annunciò la preparazione il suo terzo disco come solista. Pubblicò altri due singoli rispettivamente il 20 febbraio 2014 (Il mio paese mi fa mobbing) e il 23 giugno 2015 Eppure ti dico ciao (La guerra di Piero).

## Discografia

### Album
- 1996 - Il mondo dentro me (Sugar/Universal Music)
- 1997 - Esiste che (Sugar/Universal Music)

### Singoli
- 1995 - Rose e fiori (Sugar/Universal Music)
- 1996 - Il grido del silenzio (Sugar/Universal Music)
- 1996 - Perdonami (Sugar/Universal Music)
- 1997 - E penserò al tuo viso (Sugar/Universal Music)
- 1997 - L'uomo dei sogni (Sugar/Universal Music)
- 2013 - Mai e poi mai (Joe & Joe)
- 2014 - Il mio paese mi fa mobbing (Joe & Joe)
- 2015 - Eppure ti dico ciao (La guerra di Piero) (Joe & Joe)